# Illativus
Az illativus (a latin illatus „behozni”-ból) egy nyelvtani eset. Valamely körülhatárolt helybe mutató irányt, vagy ezzel rokon jelentést jelöl. Toldaléka a magyarban a „-ba/-be”. 

## Az egyes nyelvekben

### Finnugor nyelvek
Egy, a magyarból vett példa az illativusra a „ház.ba”. Ugyanezzel a jelentéssel az észt nyelvben a „maja.sse” vagy „majja” alak rendelkezik.
A finnben az illativus jelölése kissé összetettebb. Képzése a „-h@n” rag toldalékolásával történik; ebben a „@” jel a ragozott névszó utolsó magánhangzóját jelöli. Ha a 'h' elhagyása egy egyszerű hosszú magánhangzót eredményezne, ez meg is történik: talo + h@n = taloon „házba” (és nem *talohon). Más esetekben, például ha a szó már eleve hosszú magánhangzóra végződik, a folyamat nem játszódik le: maa + h@n = maahan „országba”. A jelölés effajta komplexitása arra vezethető vissza, hogy a toldalékból eltűnt egy zöngés palatális frikatíva.

### Litván nyelv
A mai litván irodalmi nyelvben az illativust meglehetősen ritkán használják, de az egyes nyelvjárásokban az eset létezik, és használata közkeletű.